# Don-Bosco-Kirche (Linz)

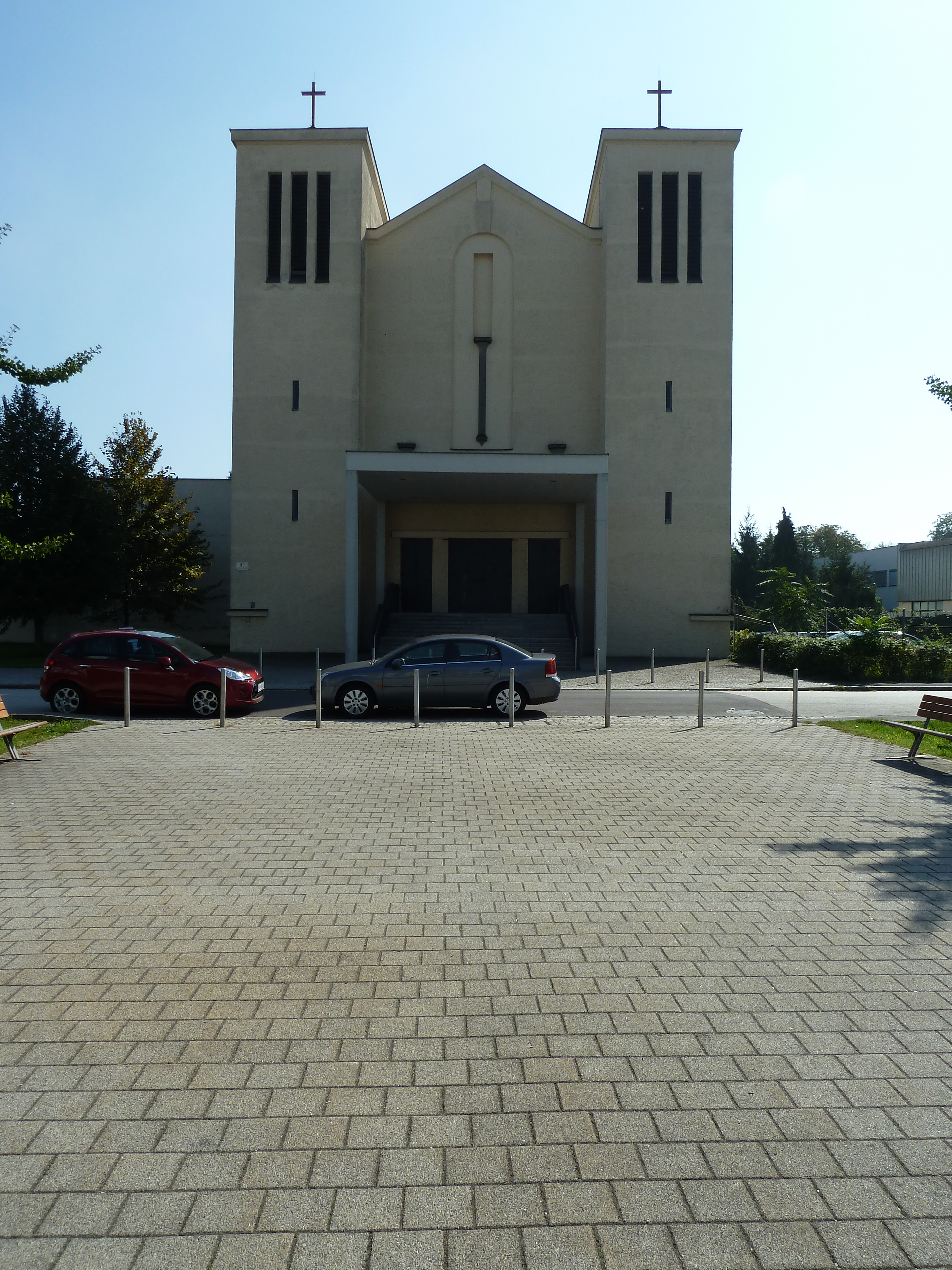
Don-Bosco-Kirche

Die Pfarrkirche Linz-Don Bosco steht im Linzer Stadtteil Lustenau in Oberösterreich. Die römisch-katholische Pfarrkirche Don Bosco gehört zum Dekanat Linz-Mitte in der Diözese Linz. Die Kirche steht unter Denkmalschutz. Grundbücherliche Eigentümerin ist die Diözesane Immobilien-Stiftung.

## Geschichte
Die Kirche und die Ordensniederlassung der Salesianer Don Boscos im Linzer Franckviertel wurde 1927 bis 1928 von Dombaumeister Matthäus Schlager errichtet. 1939 wurde die Pfarrexpositur eingerichtet. Nach schwerer Zerstörung der Kirche durch Bombenangriffe 1944 wurde der Bau 1946 bis 1947 in erweiterter Form nach Plänen von Adolf Litschel wiederaufgebaut und 1947 von Bischof Josephus Calasanz Fließer Maria, Hilfe der Christen geweiht und zur Pfarre erhoben.
Die Reliefs und Figuren im Inneren der Kirche stammen großteils vom Bildhauer Hans Schmidinger. Die Orgel wurde von der Orgelbaufirma Gebrüder Mauracher 1953 erbaut.